# Badisches Konkordat
Das Badische Konkordat ist ein Staatskirchenvertrag, der am 12. Oktober 1932 zwischen der Republik Baden und dem Heiligen Stuhl abgeschlossen wurde.

## Vertragsgegenstand
Das Badische Konkordat sollte die Beziehungen zwischen der römisch-katholischen Kirche in Baden und dem Badischen Staat dauerhaft regeln. Gemäß den Bestimmungen der Verfassung des Deutschen Reiches und der Verfassung des Badischen Staates zur Religionsfreiheit wurde die Freiheit des Glaubens und die freie Ausübung der katholischen Konfession unter staatlichen Schutz gestellt. Weiterhin wurde das Territorium des Erzbistums Freiburg, wie es sich aus den Zirkumskriptionsbullen Provida solersque vom 16. August 1821 und Ad Dominici gregis custodiam vom 11. April 1827 ergibt, bestätigt und die aus diesen Urkunden hervorgehende Organisationsstruktur des Erzbistums Freiburg im Wesentlichen bestätigt bzw. neu angepasst.

### Domkapitel
Das Konkordat bestätigte das Freiburger Domkapitel als Metropolitankapitel und legte fest, dass es sich aus den beiden Dignitäten von Dompropst und Domdekan sowie aus fünf, jeweils mit einem residierenden Domkapitular besetzten Kanonikaten zusammensetzt, die seitens des Erzbischofs abwechselnd nach Anhörung bzw. mit Zustimmung des Domkapitels frei besetzt werden. Weiterhin setzte das Konkordat die Zahl von vier nicht residierenden Ehrendomkapitularen fest, die ebenfalls durch den Erzbischof abwechselnd nach Anhörung bzw. mit Zustimmung des Domkapitels ernannt werden. Die Bestätigung des Dompropstes und des Domdekans wurde dem Heiligen Stuhl vorbehalten, die abwechselnd auf Ansuchen des Erzbischofs im Benehmen mit dem Domkapitel bzw. Ansuchen des Domkapitels im Einvernehmen mit dem Erzbischof ernannt werden sollten.

### Bischofswahl
Bei Sedisvakanz des Erzbistums Freiburg wurde dem Domkapitel ein Vorschlagsrecht eingeräumt, indem es dem Heiligen Stuhl eine Liste geeigneter Kandidaten vorlegt. Darüber hinaus sollte der amtierende Erzbischof dem Heiligen Stuhl jährlich eine Liste geeigneter Nachfolger präsentieren. Unter Würdigung dieser Kandidatenlisten erstellt der Heilige Stuhl die Terna (Dreiervorschlag), die immer mindestens einen Kandidaten aus dem Erzbistum Freiburg enthalten soll und aus der das Domkapitel in freier und geheimer Wahl den Erzbischof wählt. 
Sowohl bei der Aufstellung der Kandidatenliste als auch bei der Wahl dürfen die nichtresidierenden Ehrendomherren gleichberechtigt neben den residierenden Domkapitularen mitwirken.
Der Heilige Stuhl ist nach erfolgter Wahl verpflichtet, sich vor der Ernennung eines neuen Erzbischofs beim Badischen Staatsministerium zu vergewissern, „ob gegen denselben seitens der Staatsregierung Bedenken allgemeinpolitischer, nicht aber parteipolitischer Art bestehen.“ (Art. III, 1)

### Bistumsorganisation
Dem Erzbischof von Freiburg wird die völlige Freiheit bei der Errichtung, Umwandlung und Besetzung kirchlicher Ämter zugesichert. Darüber hinaus darf er „Vermögensangelegenheiten der Katholischen Kirche in Baden sowie ihrer Körperschaften, Anstalten und Stiftungen durch eigene Satzung selbständig […] ordnen und nach Maßgabe dieser Satzung zu verwalten“ (Art. IV, 3) und gemäß den Bestimmungen der Weimarer Verfassung und der Badischen Landesverfassung Kirchensteuern erheben. Weiterhin werden dem Erzbistum und den anderen katholischen Institutionen (z. B. Ordensgemeinschaften) die Vermögensrechte zugesichert. Ferner werden staatliche Dotationen für den Erzbischof und Domkapitel festgesetzt.

### Bildung
Der Fortbestand der Katholisch-Theologischen Fakultät an der Universität Freiburg in der zum Vertragsabschluss bestehenden Form wird staatlicherseits garantiert. Für die Berufung der Professoren der Fakultät wird der katholischen Kirche ein Einspruchsrecht im Sinne des Nihil obstat eingeräumt, so dass auf eine Berufung bei kirchlicher Beanstandung verzichtet wird. Das Erzbistum hat darüber hinaus das Recht, Konvikte und ein Priesterseminar zu betreiben.
Weiterhin bleibt der katholische Religionsunterricht im Sinne der Weimarer Verfassung ordentliches Unterrichtsfach.

## Vertragsunterzeichnung und Ratifizierung
Das Badische Konkordat wurde (gemeinsam mit einem Schlussprotokoll) kirchlicherseits durch Kardinalstaatssekretär Eugenio Pacelli und staatlicherseits durch Staatspräsident Josef Schmitt, Kultusminister Eugen Baumgartner und Finanzminister Wilhelm Mattes am 12. Oktober 1932 in Hegne bei Konstanz unterzeichnet. Darüber hinaus wurde am 7./10. November desselben Jahres ein Zusatzprotokoll angefertigt, das Bestandteil des Konkordats ist. Am 9. Dezember 1932 stimmte der Landtag der Republik Baden dem „Gesetz zu dem Vertrag (Konkordat) mit dem Heiligen Stuhle“ zu. Am 10. März 1933 wurde das Konkordat ratifiziert. Es handelte sich um die letzte Amtshandlung der badischen Staatsregierung vor ihrer Absetzung durch die Nationalsozialisten.

## Ausweitung des Geltungsbereichs des Badischen Konkordats auf andere Diözesen
Durch Artikel 14 des Reichskonkordats von 1933 wurden die Regelungen des Badischen Konkordats bezüglich der Besetzung des Bischofsstuhles auf das Bistum Mainz (→ Mainzer Domkapitel), das Bistum Rottenburg und das Bistum Meißen ausgeweitet. Darüber hinaus sollte es in den Bistümern Mainz und Rottenburg auch Anwendung für die Zusammensetzung des Domkapitels finden. Auch gegenwärtig sind diese Bestimmungen für die genannten Diözesen gültig.